# Оливер Похер
Оливер Похер (18. фебруар, 1978, Хановер) познати је немачки глумац и ТВ лице. Водио је неколицину познатих немачких ТВ емисија, а захваљујући свом ведром духу, таленту и неизмерној духовитости, познат је и у комичарским круговима као извођач и забављач.

## Биографија
Оливер одраста у месту по имену Изернхаген, које се налази у близини града Хановера. Отац му је био финансијски администратор, а мајка радник у осигуравајућем друштву. Након завршетка основне школе и одслуженог војног рока, Оливер одлучује да упише стручну средњу школу, смер радник осигуравајућег друштва. Још од раних година Оливер показује интересовање за јавни наступ и забављање људи у својој околини, па се током свог школовања одлучује на додатне обавезе у виду рада на разним радио станицама, али и као ДЈ у оближњим дискотекама и кафићима, као и породичним окупљањима. Један од првих телевизијских наступа Оливер доживљава у емисији Бирте Каралуз. Тада наступа у групи комичара под називом Хола-Бола. Оливерови родитељи били су јеховини сведоци, па самим тим Оливер преузима иста уверења све до своје 18. године живота. До данашњег дана Оливер и даље припада тој верској заједници, али се током каснијих година свога живота оглашавао о својим верским убеђењима у којима је критички настројено коментарисао одређена уверења споменуте верске заједнице, док је за неке друге ставке износио позитивно мишљење.

## Телевизијска каријера
Свој први самостални наступ Оливер има у ток шоу (Talkshow) водитељке Бербеле Шефер. Имао је задатак да за 5 минута покаже своје умеће и насмеје публику како би доказао да је предодређен за бављење јавним послом. Овим наступом се будућа блистава Оливерова каријера није могла ни наслутити. Публика је негодовала и звиждала у знак незадовољства Оливеровим наступом.
1999. године бива изабран за једнонедељног водитеља емисије Интерактивна телевизији ВИВА у Немачкој, где касније добија стални ангажман. На истој телевизији касније води следеће емисије: „Chart Surfer”, „Trash Top 100”, „Was geht ab” као и своју прву, ауторску емисију под називом „Alles Pocher, … oder was?”.
Исте године се појављује у ТВ серији „Хватачи звезда” у којој тумачи лик Фреда.
Од јануара 2003. године, па све до априла 2006. године, Оливер прелази и започиње свој радни однос на телевизији Прозибен где води своју ауторску емисију „Rent a Pocher”. У септембру 2003. у сарадњи са Brainpoool-om, Олибер оснива ДОО „Pocher TV” које је од тада било задужено за његово промовисање путем јавног сервиса. Друштво престаје са радом 2008. године. Такође, Оливер оставља трага и у сфери маркетинга, тиме што се појављује у низу рекламних спотова као заштитно лице ланца продавница беле технике под именом „MediaMarkt”
Током 2006. године води још једну емисију на телевизији Прозибен под називом „Pochers WM-Countdown”, али и издаје своју прву нумеру под називом „Црно и бело”,који представља званичну химну фанова Немачког фудбалског савеза. Исте године позајмљује глас за улогу младог и простодушног духа у дугометражном цртаном филму под називом „Хуи Бу”. Већ следеће године добија своју прву главну улогу у филму „Тотални идиот”, рађеном по истоименом Роману немачког писца Томиa Жода. Исте године своју каријеру наставља на телевизији „Прва” која је под окриљем АРД-а (Конзорциј јавних радиодифузних институција Савезне Републике Немачке) тиме што заједно са Харолдом Францом Шмитом води заједничку емисију комичног карактера под називом „Шмит и Похер”. Његова каријера се на АРД завршава 2009. године.
Похер је, такође, остао упамћен и по својој епизодној улози у неколицини епизода акционе серије „Кобра”која се емитовала на телевизији „РТЛ” у периоду између 2009. и 2012. године, када Оливер престаје снимање серије јер лик којег Оливер тумачи (Оливер Штурм) бива убијен.
На телевизији „Sat1” свакога петка у периоду између 2009. и 2011. године, води своју емисију „Late-Night-Show” која је у себи садржала већ препознатљиве Похерове трагове из пређашњих емисија. Паралелно са овом емисијом, па све до 2012. године на телевизији РТЛ води емисију „Alle auf den Kleinen” >у којој су такмичари имали прилику освојити награду у износу од 100.000€.
Треба напоменути да је током своје каријере Оливер често водио различите спортске како радио, тако и телевизијске емисије. Учествовао је у бројним музичким и плесним такмичењима као што су „Let`s dance”и „Deutschland tanzt” у којима је освојио седмо и друго место.
2020. започиње две ауторске емисије на телевизији РТЛ: „Похер-опасно искрено”у којој му главног партнера и саговорника чини управо његова супруга Амира, и „Са оцем на пут”, где са својим оцем обилази различита места и занимљиве пределе света.
У жижу јавности доспева и својим чаркама и расправама са инфлуенсерима које Похер на погрдан начин опонаша или исмева. Управо овакав вид хумора пробудио је симпатије код широког аудиторијума. Корисници друштвених мрежа често га опонашају, цитирају или деле видее и слике које Похер дели са својом публиком.

## Приватан живот
Од 2002. до 2004. године Похер је био у љубавној вези са водитељком Аном Маријом Варнкрос, а од 2005. до 2009. са манекенком хрватског порекла, Моником Иванчан. Након раскида са лепом манекенком ступио је у везу са глумицом Санди Мејер Велден. Живели су заједно у Келну и добили су ћерку фебруара 2010. године. Венчали су се у септембру 2010. Брачни пар добија дечаке близанце у септембру 2011. У априлу 2013. године, пар је објавио свој развод.
Похер је 2013. године имао медијски пропраћену аферу са тенисерком Забине Лизики, али је веза убрзо била и прекинута.
2016. године Похер среће Амиру Али са којом започиње љубавну везу која бива крунисана браком 2019. године. У браку са Амиром Похер добија двојицу синова. Амира је данас, такође, и његов партнер у неколицини његових ауторских емисија.
Уз помоћ пријатеља, Оливер Похер је био прва јавна личност која је у специјалу немачке верзије емисије „Желите ли да постанете милионер”отворио милионско питање на које је дао тачан одговор. Сав освојен новац донирао је у добротворне сврхе.